# HzL V 81
Die HzL V 81 ist eine vierachsige Diesellokomotive mit Stangenantrieb, die für den schweren Rangier- und mittleren Streckendienst konzipiert wurde. Sie wurde 1957 von der Firma Maschinenfabrik Esslingen (ME) gebaut und erhielt bei der Hohenzollerischen Landesbahn die Bezeichnung HzL V 81. Sie ist heute in der Eisenbahn-Erlebniswelt Horb nicht fahrfähig erhalten. Die Lok wird intern auch als Typ Alb bezeichnet.

## Entwicklung
Als 1956 die Hohenzollerische Landesbahn von Dampf- auf Dieseltraktion umstellen wollte, bewarben sich vier Lokomotivfabriken um die Fertigung von Lokomotiven. Eine davon war die Maschinenfabrik Esslingen (ME), die eine dreiachsige Lokomotive für Testfahrten schickte, die für die Staatsbahn in Israel gedacht war. Daraufhin wurde eine Lokomotive bei der ME bestellt. Die Lokomotive aus Esslingen wurde mit dem Argument bestellt, „dass das Geld im Lande bleiben solle“. Weitere Lokomotiven von dieser Bauform wurden nicht gefertigt, und die V 81 blieb von 1957 bis 1996 ein Einzelstück.

## Technik
Die Lokomotive besitzt diagonal versetzten Fahrstände.
Als Antriebsmotor wurde ein Dieselmotor Mercedes-Benz MB 820 Bb mit einer Leistung von 950 PS verwendet. Der Motor war als Schnellläufer ausgeführt. Die Kraftübertragung geschieht über ein Strömungsgetriebe von Voith. Technisch war die Lokomotive als Stangenlokomotive ausgeführt. Ursprünglich war sie mit einer Dampfheizung ausgerüstet, die später entfernt wurde.

## Einsatz
Zu Beginn wurde die Lokomotive vor Arbeiterzügen nach Hechingen und Burladingen verwendet. Später wurde sie im Güterzugdienst und für diverse andere Aufgaben genutzt.
Mit dem wartungsintensiveren Stangenantrieb und als Einzelstück war die Lokomotive 40 Jahre lang bei der HzL im Betrieb. 1999 war sie nicht lauffähig vorhanden. 2012 wurde sie mit einigen anderen Fahrzeugen der HzL als nicht fahrfähiges Exponat zur Eisenbahnerlebniswelt Horb übergeben.